# Београдски преводилачки сусрети
Манифестација која у главном граду Србије окупља стручњаке из области књижевног превођења из земље и света, са циљем размене искустава и дискутовања о значајним темама које се тичу ове професије. Први Београдски преводилачки сусрети отворени су 5. децембра 1975. године. Од тог датума Сусрети су одржани 42 пута, а о њиховој плодности између осталог сведоче број и састав учесника, богатство тема, разноврсност форми рада (реферати са дискусијом, округли столови, књижевне вечери, трибине, гостовања, обилазак културноисторијских споменика), непосредни и трајни одјеци у земљи и свету. Сусрети се одржавају под окриљем и уз помоћ Секретаријата за културу Града Београда.

## Учесници по земљама
Од 1975. до 1998. одржана су узастопце двадесет четири сусрета са укупно педесет пет оквирних тема (од којих су неке и поновљене) из теорије, историје и критике превођења, рецепције српске књижевности у свету, питањима друштвеног положаја преводилаца и др. Укупно је учествовало више од три стотине страних теоретичара и историчара књижевности и превођења, преводилаца, лингвиста, социолога и стручњака из четрдесет земаља (урачунавајући и бивше југословенске, совјетске и чехословачке републике): Аргентине, Азербејџана, Аустрије, Аустралије, Белгије, Бугарске, Белорусије, Босне и Херцеговине, Грузије, Грчке, Данске, Египта, Енглеске, Израела, Индије, Италије, Јапана, Јерменије, Јужне Кореје, Канаде, Кине, Летоније, Мађарске, Македоније, Мексика, Немачке, Норвешке, Пољске, Републике Српске, Румуније, Русије, САД, Словачке, Словеније, Украјине, Финске, Француске, Холандије, Хрватске, Црне Горе, Чешке, Швајцарске, Шведске и Шпаније. Поднето је близу седам стотина реферата, уз дискусију и разговоре за округлим столом. Грађа са I-XII сусрета (1975–1986), укупног обима 2.250 страна, објављена је у једанаест томова зборника Преводна књижевност од 1976. до 1988, почев од првог Преводна књижевност, зборник радова Првих београдских преводилачких сусрета, Београд, УКПС, 1976, до најновијег тома Преводна књижевност, зборник радова 29. и 30. Београдских преводилачких сусрета, Београд, УКПС, 2008. 

## Историјат
И у најсажетијем приказу историјата Београдских преводилачких сусрета издвајају се као особити међаши сами почеци манифестације. 

### Први сусрети
Одржани су 2–7. децембра 1975. и бавили су се темама: 
- Преводна и национална књижевност и проблеми њиховог проучавања;
- Друштвени и стручни проблеми преводилаштва;
- Теорија и критика превођења.

### Други сусрети
Одржани су 2–7. децембра 1976 (први међународни, са неколико страних учесника) и били посвећени темама: 
- Двадесет пет година Удружења књижевних преводилаца Србије;
- Два века новије српске преводне књижевности;
- Српска књижевност у свету;
- Превођење као језички и стваралачки чин;
- Друштвени положај преводилаштва (уз изложбу: два века српске преводне књижевности у Народном музеју).

### Трећи сусрети
Одржани су 5–9. децембра 1977 (међународни у пуном смислу, са већим бројем страних учесника) и били посвећени темама:
- Преводна књижевност за децу и омладину;
- Прилози историји преводне књижевности;
- Слободне тема.

Упоредо је одржана седница Бироа Међународног савеза преводилаца – FIT, чији су чланови такође учествовали на Сусретима.

## Програм и теме
Од тада су се усталили метод рада и програм сусрета. На петнаестим сусретима 25–29. маја 1989. примењена је методолошка новина – округли столови са уводним излагањем и претежно усменим саопштењима и дискусијом, посвећени темама: 
- Књижевни превод као чинилац настанка или убрзавања развоја књижевности примаоца;
- Превод и доминантна поетика текуће књижевности примаоца;
- Вишекратно превођење истог књижевног дела;
- Жанрови књижевног превода.

Од осамнаестих сусрета, 29–30. маја 1992, усталио се округли сто о превођењу српске књижевности у свету уопште, а посебно су посвећени превођењу дела Андрића, Црњанског, Ћопића, Киша, Десанке Максимовић, Нушића, Попе, као и савремене српске прозе и савремене српске књижевности. На двадесет другим и двадесет трећим сусретима, 1996–1997, уведена је преводилачка радионица. На двадесет четвртим, 25–29. октобра 1998, уз разноврснији састав учесника, средишња је била комплексна културолошка тема: 
- Превођење између Истока и Запада.

Редовно одржавање сусрета било је прекинуто 1999. због агресије НАТО алијансе на Југославију. Управо у мају те године Београд је требало да буде домаћин двадесетпетогодишњег јубилеја својих преводилачких сусрета, за које је учешће већ дотле пријавило више од двадесет странаца, од којих су многи послали саопштења или своје теме. Пригодно обележивши 26. маја 1999. дан када XXV београдски преводилачки сусрети нису одржани, Организациони одбор их је одложио, уз образложење да у години када НАТО, који руши мостове, слави свој јубилеј, нема смисла славити јубилеј Београдских преводилачких сусрета који двадесет пет година граде мостове. Овакав став Организационог одбора несуђени гости Сусрета једнодушно су подржали, захвалили се на позиву за наредну годину и учествовали на сусретима у мају 2000. године.
Главна тема двадесет шестих сусрета (2001) била је превођење за позориште, али говорило се и о српској преводној књижевности од 1945. до 2000. године. Јубиларни тридесети сусрети, 2005, били су посвећени разговорима у оквиру пет округлих столова:
- Писац као преводилац,
- Тумачење и значење,
- Превод као откривање оригинала,
- Преводилачке поетике у 20. веку,
- Превод: потврђивање или поништавање културних разлика.

Тумачење и значење била је оквирна тема разговора за округлим столом више наредних сусрета (тридесет других до тридесет четвртих, 2007–2009). О садашњости и будућности књижевног превођења говорило се на тридесет шестим сусретима 2011. Од тридесет седмих сусрета, 2012, уведен је обичај да се страни преводиоци сретну са аутором којег су преводили, и са њим разговарају о искуству превођења његових дела на своје језике. Од 2012. до данас на Сусретима су гостовали Давид Албахари, Горан Петровић, Драган Великић, Вида Огњеновић, Михајло Пантић и Јелена Ленголд.

## Значај
Током четрдесет две године Сусрети су потврдили постојаност и прилагодљивост, те стекли висок углед у земљи и у свету. Најмање три стотине истакнутих страних учесника, од којих многи и по више пута, и знатно већи број оних који су нешто значили у југословенском преводилаштву а сматрали су да им је част и обавеза да суделују у раду Сусрета – допринели су да Београдски преводилачки сусрети оставе неизбрисив траг у домаћој и светској транслатологији, али и у многим суседним областима, од истраживања књижевних и културних веза до примењене лингвистике и социологије културе.